# Black Dillinger
Black Dillinger (* 1983 in Gugulethu, Kapstadt als Nkululeko Madolo) ist ein Reggae-Musiker.

## Leben
Nkululeko Madolo wuchs im Ghetto Gugulethu inmitten von Anti-Apartheid-Protesten auf. In deren Umkreis entwickelte er sich zu einem angesehenen Musiker. 2004 wurde sein Song „Big Trouble“ in der renommierten deutschen Zeitschrift Riddim vorgestellt. Bei einen Auftritt im bekannten Berliner Club Yaam wurde der junge Rastafari mit dem Produzenten Ganjaman bekannt. Sie produzierten bei dem deutschen Reggae-Label MK ZWO sein Debütalbum „Live And Learn“ mit den Reggae-Künstlern Vido Jelashe aus Südafrika, Rebellion the Recaller (Gambia) und Jah Meek (Jamaika), das im April 2007 erschien.
Madolo etablierte sich in der europäischen Reggae-Szene und spielte auf großen Festivals wie dem Summerjam und am Chiemsee. Er veröffentlichte auch Singles wie „America“ und „It’s Alright“. Sein zweites Album „Love Life“ (2009) wurde über zwei Jahre in den IMmusic-Studios in Berlin aufgenommen und beinhaltet ebenfalls afrikanische, karibische und europäische Künstler und Produzenten. 2011 veröffentlichte er sein drittes Album „Better Tomorrow“ auf Rich Vibes Records. Der Sänger, der sich auf Roots, Dancehall, R&B und Soca stützt, wird gelegentlich mit dem jamaikanischen Superstar Sizzla verglichen. Er pendelt zwischen Deutschland und Südafrika.
2019 gewann er beim 25. South African Music Awards den ersten Award für „Bestes Reggae Album“. Seit 2021 arbeitet er an seinem Roots-Reggae-Album „TheLegacy“, das am 19. Januar 2025 beim österreichischen Label „The Undergroundsoundsystem“ zusammen mit "Jah Muzik Productionz" erscheinen soll.

## Diskografie
(Quelle: Discogs)

### Alben
- 2007: Live And Learn.	MKZWO Records
- 2009: Love Life. IM Music[4]
- 2019: Mavara is king. MKZWO Records[2]

### Singles (Auswahl)
- 2007: mit Natural Black: America / In This Judgement (7"). IM Music
- 2010: Good To Be Loved (7"). One-Drop Music